# Базельга-ді-Піне
Базельга-ді-Піне, Базельґа-ді-Піне (італ. Baselga di Piné) — муніципалітет в Італії, у регіоні Трентіно-Альто-Адідже,  провінція Тренто.
Базельга-ді-Піне розташована на відстані близько 490 км на північ від Рима, 12 км на північний схід від Тренто.
Населення — 5038 осіб (2014).

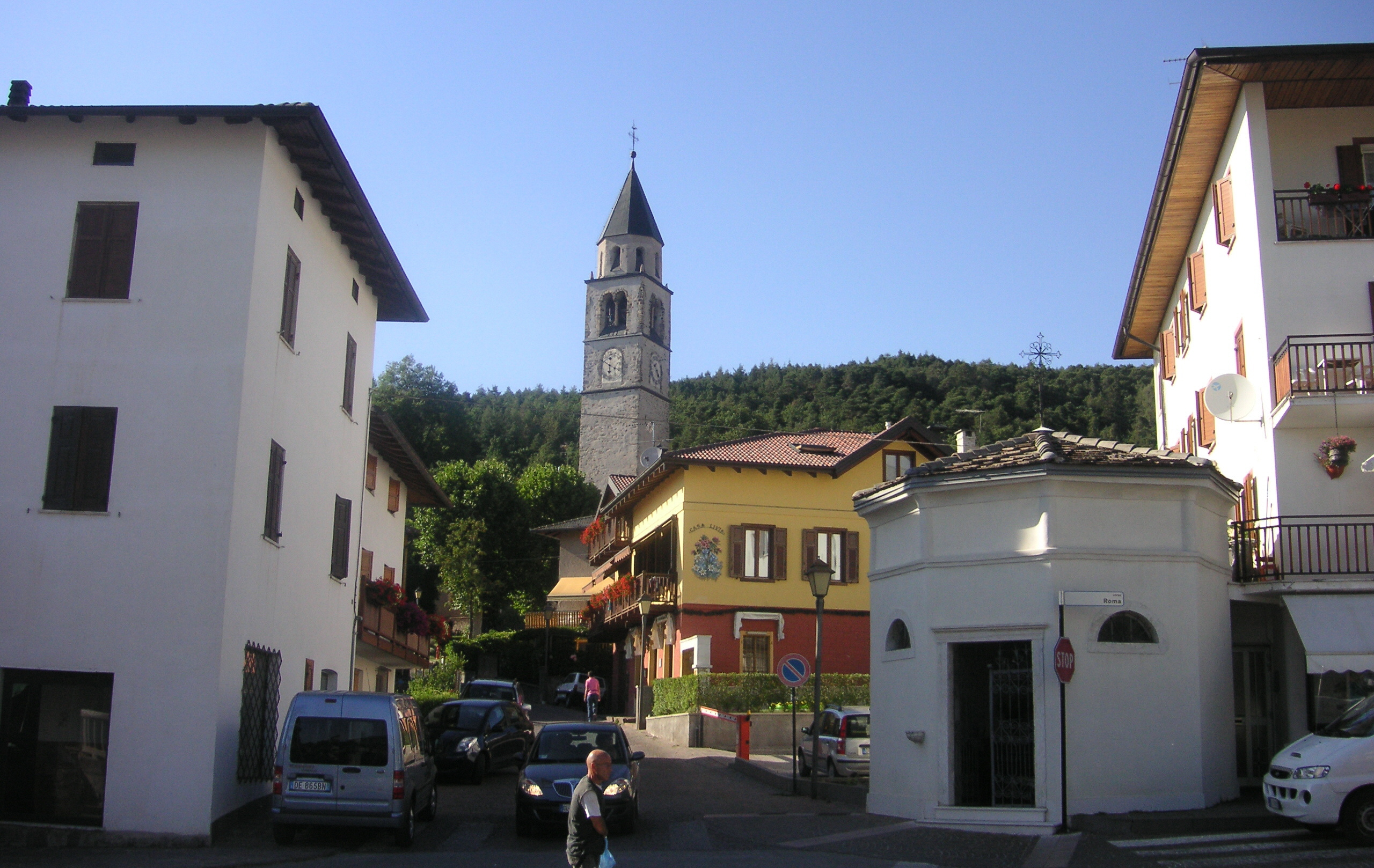

Щорічний фестиваль відбувається 26 травня. Покровитель — Madonna di Caravaggio.

## Демографія
Населення за роками:

Станом на 1 січня 2023 року в муніципалітеті офіційно проживали 262 іноземці з 42 країн, серед них 97 громадян країн Євросоюзу та 18 громадян України.

## Сусідні муніципалітети
- Бедолло
- Форначе
- Лона-Лазес
- Палу-дель-Ферсіна
- Перджине-Вальсугана
- Сант'Орсола-Терме
- Сегонцано
- Тельве
- Вальфлоріана